# PopCorn 2

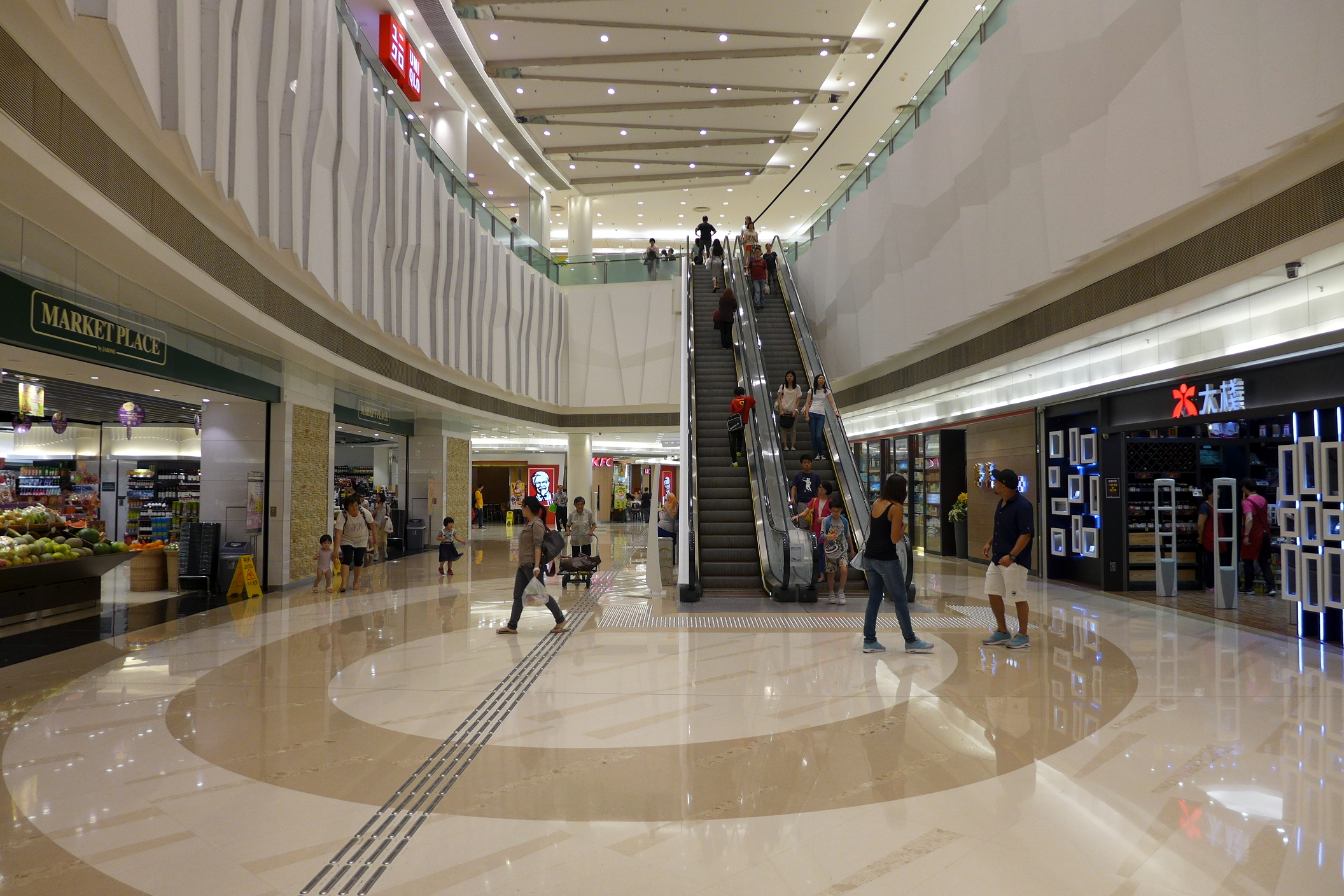
商場中庭（2014年）

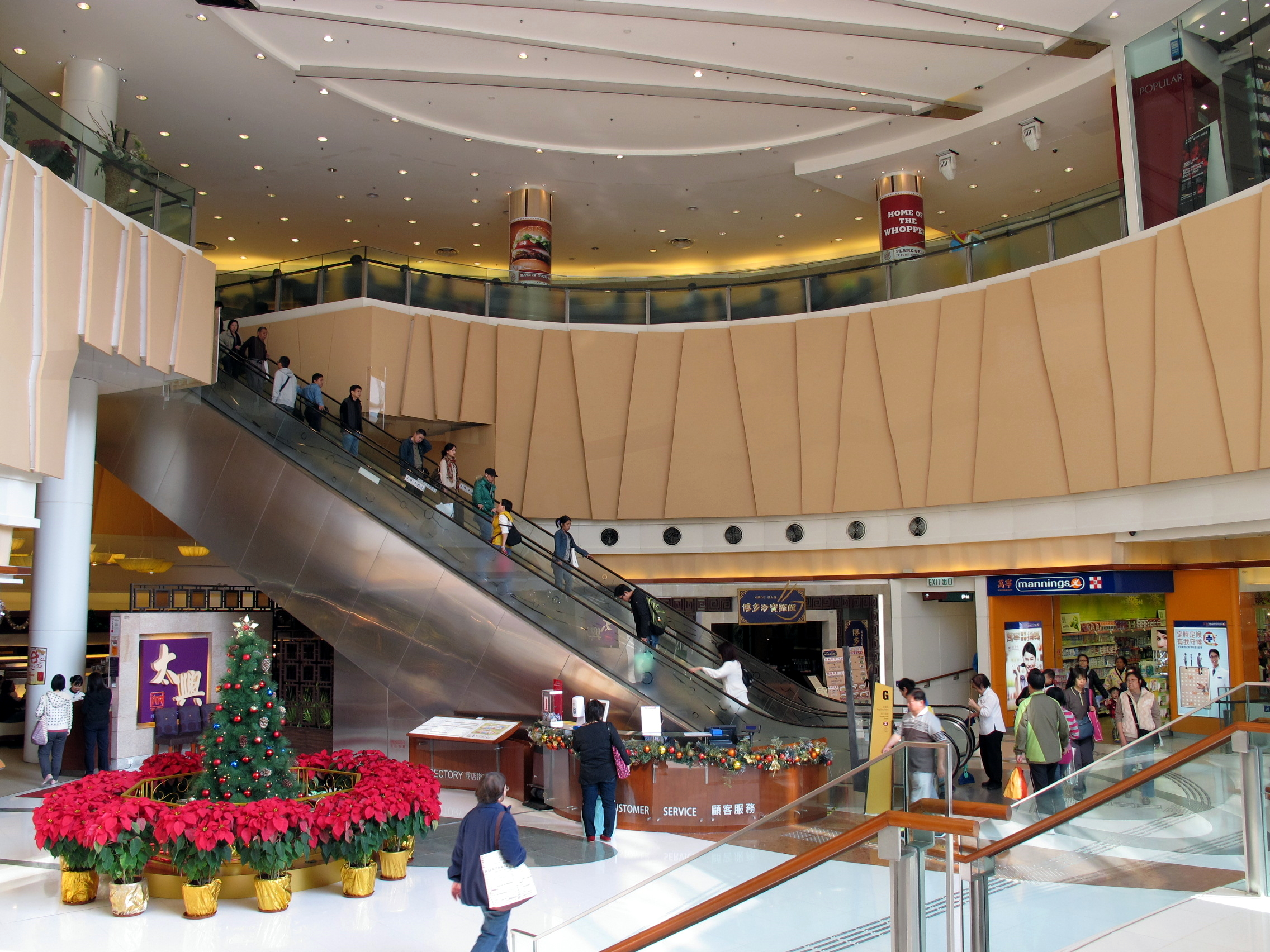
商場入口中庭（2011年）

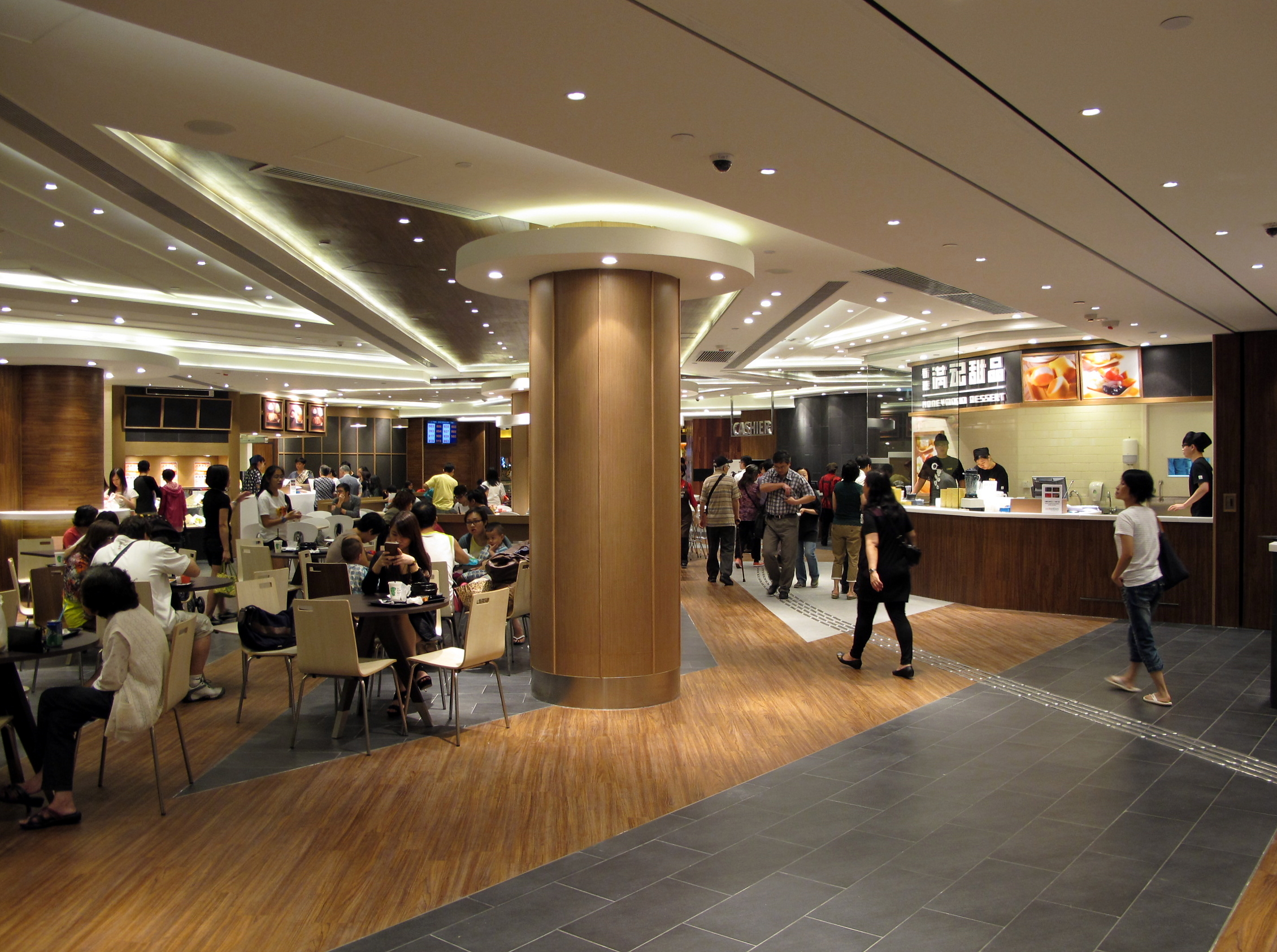
地下cooked Deli美食廣場

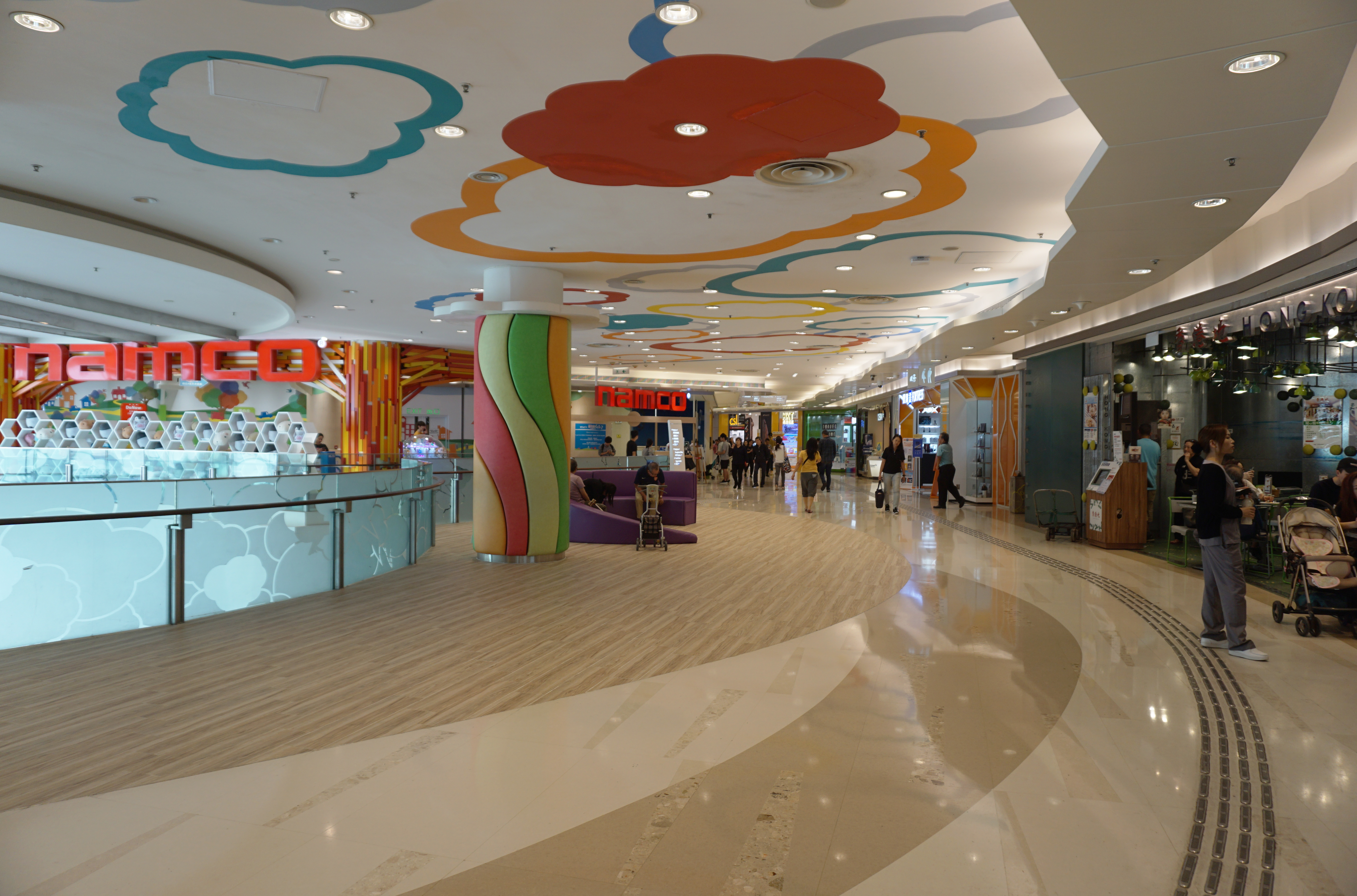
1樓南面

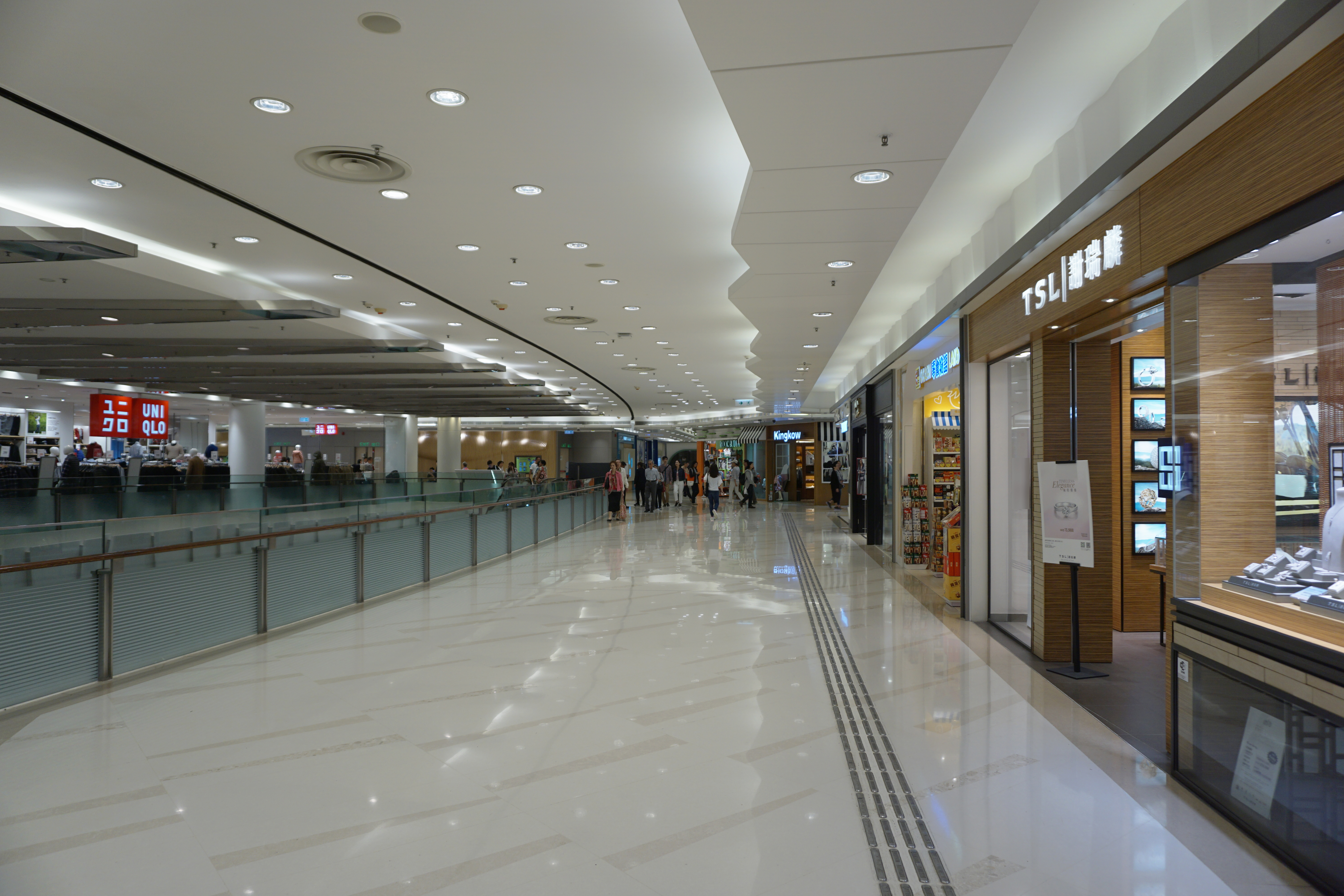
1樓北面

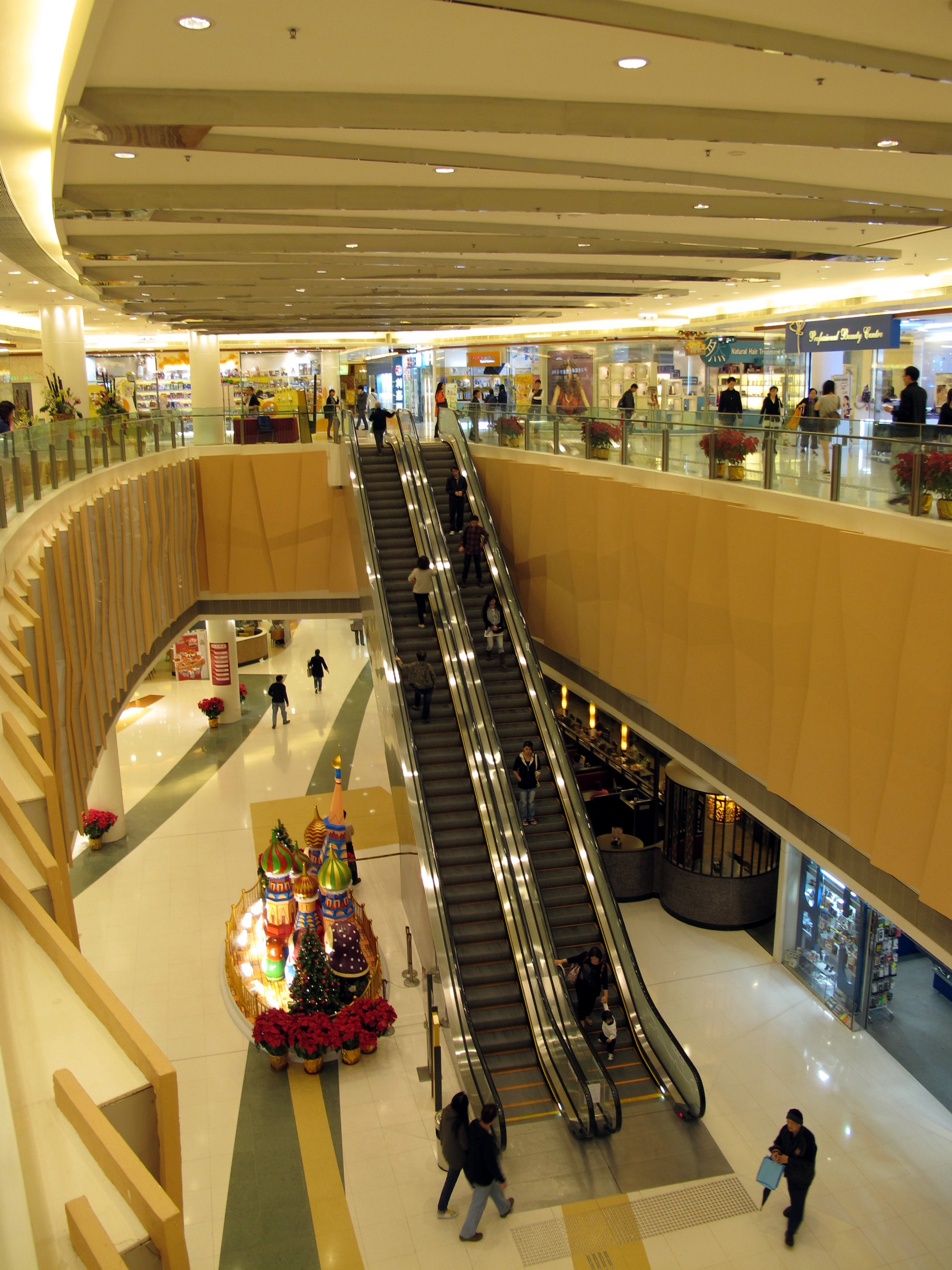
商場中庭（2011年）

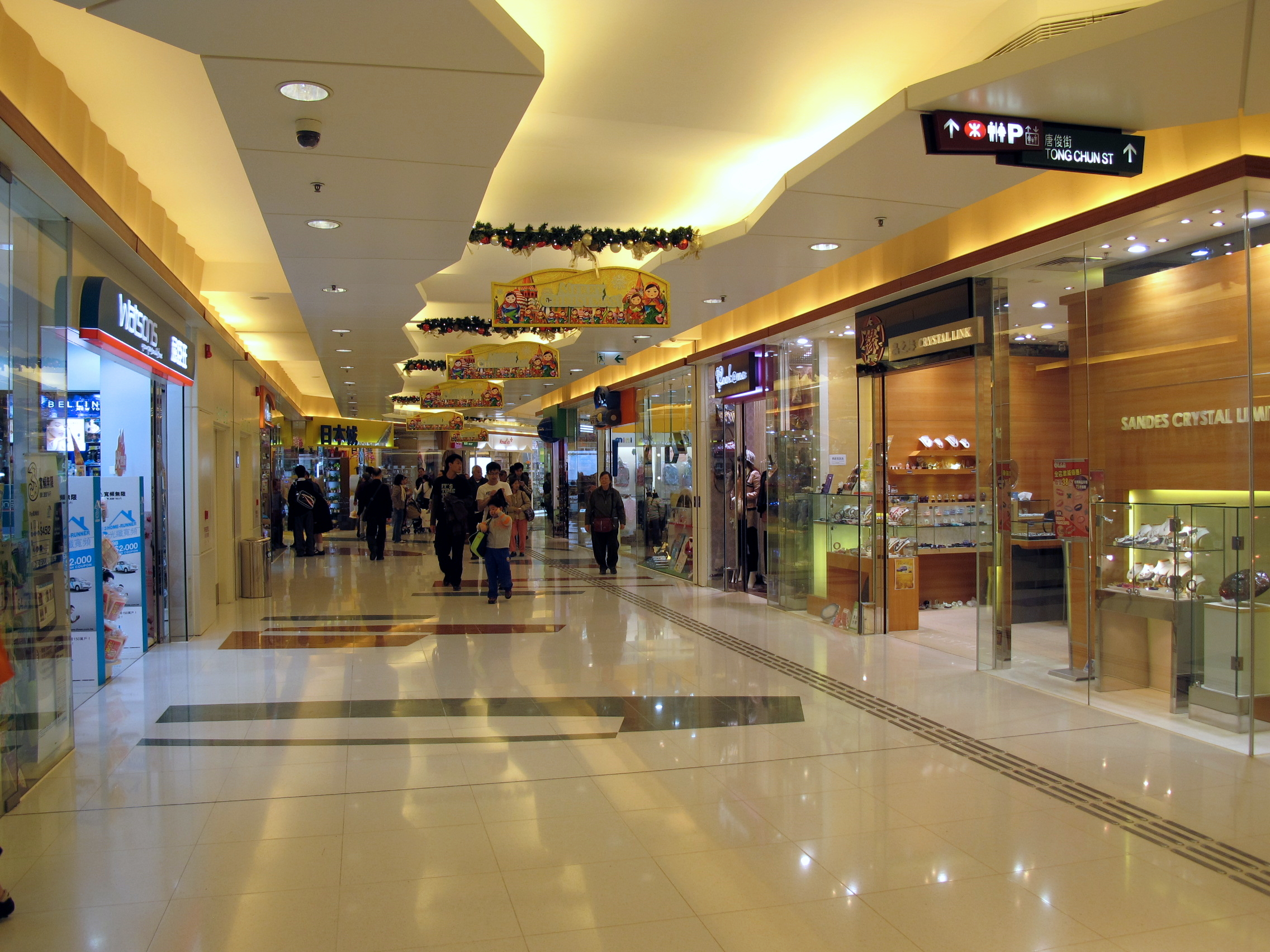
1樓商場通道（2011年）

PopCorn 2，位於香港新界西貢區將軍澳君傲灣基座，為PopCorn第2期商場，佔地約18萬平方呎，提供60多間商舖，於2006年10月開業，由港鐵公司管理。商場前稱為君薈坊（英語：The Edge），於2013年6月22日起正式更名為PopCorn 2，並於同年10月進行翻新，工程已在2014年中完成，情況類同荃灣如心廣場商場及元朗形點II。
2020年2月，港鐵向新世界發展收購PopCorn 2的21%收益權。收購完成後，港鐵將全數持有PopCorn 2所有收益權。

## 租戶

### 地下
2013年租戶重組前租戶包括萬寧、BIEM、YMK、多間地產代理、大新銀行及多間連鎖式電器店，佔整個商場舖位的12%，以及有多間食肆。包括KFC、一粥麵、博多珍寶拉麵、太興新世代、紅蜻蜓、四海遊龍、MOS Burger及魚米家等。商場開業初期曾設有目黑壽司。
2013年租戶重組後，地面主要租戶包括Market Place by Jasons、添好運點心專門店、多間地產代理、大新銀行(已結業)、恒生銀行(已結業)、工商銀行(已結業)、肯德基、東方紅(已結業)、大棧燕窩(已結業)，以及兩間中西藥房。到了同年5月30日，citysuper的cooked Deli美食廣場已開業。廣場設13個專櫃，包括大久屋、首次來港開設分店既Cheeky Chicken、Court Rosarian以及日本人氣丹麥甜點專櫃Danish Bar等。唯到2014年初起，多個專櫃已結業。而美食廣場在2019年1月初結業，原址分拆為大家樂集團旗下的多個品牌，包括大家樂、米線陣、意粉屋和上海姥姥。

### 1樓
1樓為時尚生活品味，2013年租戶重組前租包括屈臣氏、大眾書局、日本城、精品店及美容店。食肆包括「潮家海鮮酒家」及Burger King。當中最大的租戶為百佳超級市場，佔地1萬呎，已經結業。商場亦曾設有多間中西藥房（UNIQLO原址）。
2013年租戶重組後，已開設YMK(已結業)、謝瑞麟(已結業)、六福珠寶、多間童裝專門店、莎莎、Joy & Peace(已結業)、BELLE(已結業)、Italian Tomato(已結業)、Kipling 手袋專門店(已結業)、One2Free(現名為csl)、Coxell相機專門店(已結業)、H2O+(已結業)、豐澤、衛訊、九龍表行(已結業)、MANNINGS BABY及UNIQLO。到2018年開設全港首間NAMCO室內遊樂場，佔地6,000呎，設5大遊戲區域。

### 已結業的商店
- 中國工商銀行(亞洲)
- 東方紅
- 九龍表行
- Coxell相機專門店
- 大眾書局
- 漢堡王
- Babies"R"Us

## 通道
商場設有4條行人天橋分別連接PopCorn商場及將軍澳廣場，並可經將軍澳廣場行人天橋前往將軍澳運動場。2018年，連接寶盈花園的行人天橋落成及開放。商場亦設有君傲灣住戶入口。

## 鄰近
- 唐明苑
- 尚德邨
- 將軍澳中心
- 將軍澳廣場
- 寶盈花園
- 怡明邨

## 外部連結
- PopCorn官方網站（页面存档备份，存于）
- PopCorn 官方facebook 專頁（页面存档备份，存于）